# Refinaria Presidente Getúlio Vargas
A Refinaria Presidente Getúlio Vargas ou Refinaria do Paraná (Repar) é uma refinaria localizada no município de Araucária, no estado de Paraná, que pertence à Petrobras, com capacidade instalada de 207.563 barris/dia.
A Repar constitui-se na principal empresa do setor petroquímico paranaense e na maior planta industrial da região Sul do país.
A distribuição de sua produção se dá principalmente por dois terminais marítimos (Terminal Marítimo de São Francisco do Sul, em Santa Catarina, e o Terminal Marítimo de Paranaguá, no litoral paranaense), e por um poliduto (Guaramirim-Itajaí-Florianópolis), que interliga a refinaria ao estado de Santa Catarina.
Seus principais produtos: gasolina, querosene de aviação, óleo diesel, GLP, óleo combustível, coque, propeno, óleos marítimos e asfalto. É responsável por aproximadamente 12% do fornecimento de derivados de petróleo do País.

## História
A Petrobras decidiu em 1971 construir uma refinaria em Araucária-PR. As obras da Repar começaram em 1973, com projeto da empresa japonesa Japan Gasoline Co., entrando em operação em dezembro de 1976.
Foi inaugurada pelo presidente da República Ernesto Geisel, em 27 de Maio de 1977.

## Mercado
A Repar abastece os estados do Paraná, Santa Catarina e Mato Grosso do Sul, além da região sul de São Paulo, ocorrendo exportações para Bolívia e Paraguai.